# Afrikai vadkutya
Az afrikai vadkutya vagy hiénakutya (Lycaon pictus) az emlősök (Mammalia) osztályának ragadozók (Carnivora) rendjébe, ezen belül a kutyafélék (Canidae) családjába tartozó faj. Élőhelye Afrika. Tarka színezetű, foltokkal tarkított bundája van, innen ered az angol neve, a painted dog, amely festett kutyát jelent.
Társadalmuk összetettsége az egyik legfigyelemreméltóbb az állatvilágban, az egyedek nagyon összetartóak, újabb kutatások egyfajta szavazati rendszert feltételeznek közöttük, amely tüsszentésszerű hang kiadásával valósul meg. Egyike a legveszélyeztetettebb ragadozóknak, példányszáma ma is vészesen csökken: vadon élő állománya becslések szerint nem éri el a hatezret.  Megmentésén számos ország, állatkert és program nagy erőkkel dolgozik. Nemének az egyetlen élő faja és egyben a típusfaja is.

## Előfordulása
Hajdan a hiénakutya széles körben elterjedt volt a Szaharától délre eső szavannákon, félsivatagos területeken és ritkás erdőkben. Mára gyakorlatilag kipusztult Nyugat-Afrikából (számottevő állománya csak a szenegáli Niokolo-Koba Nemzeti Parkban van), de Közép- és Kelet-Afrikában is vészesen lecsökkent példányszáma (keleten a legtöbb vadkutya Tanzánia déli vidékein él, Kenyában és Etiópiában kisebb populációk fordulnak elő, míg Közép-Afrikában Kamerun büszkélkedhet a legtöbb példánnyal).
Ma elsősorban Dél-Afrika országaiban, a Dél-afrikai Köztársaságban, Namíbia, Botswana, Mozambik, Szváziföld és Zimbabwe egyes részein találkozhatunk falkáival, de populációi mindinkább elszigetelődnek egymástól.

## Alfajai
- Lycaon pictus lupinus Thomas, 1902
- Lycaon pictus manguensis Matschie, 1915
- Lycaon pictus pictus Temminck, 1820
- Lycaon pictus sharicus Thomas & Wroughton, 1907
- Lycaon pictus somalicus Thomas, 1904

## Megjelenése
A faj latin nevében a pictus kitétel is utal a faj különleges színezetére. Az afrikai vadkutya rövid bundája ugyanis a barna, a sárgás, a fehér, a fekete és a vörös rapszodikus egyvelege, amely egyedenként változik. Az elmondható, hogy a hason, a lábon és a bozontos farkon gyakoribb a fehér mintázat, míg a pofa körüli szőrzet rendszerint barnás. Lábai meglehetősen hosszúak, fülei nagyok.
A nemek egyformák, még méretbeli különbség sincs köztük. A hiénakutyákra 61–78 centiméteres marmagasság és 75–110 centiméteres átlagos testhossz jellemző, amihez 30–40 centiméteres farok csatlakozik; testtömegük 18–36 kilogramm között változhat.

## Életmódja

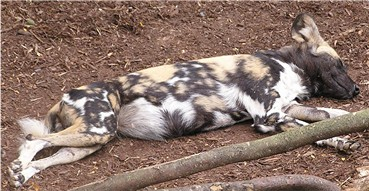
A nap legmelegebb óráit a hiénakutyák pihenéssel töltik

Az afrikai vadkutyák falkákban élnek, amelyek átlagos létszáma 7–15 példány. Régebben, amíg a faj gyakoribb volt, akár 100 egyedből álló csapatokról is készültek feljegyzések. A hiénakutya szociális élete rendkívül fejlett: a kölyköket közösen nevelik és etetik a tagok, de gondoskodnak a sebesült és beteg társaikról is. A falkákban szinte sosem tapasztalni agressziót.
A csapatokat egy-egy domináns pár vezeti, a kanok és szukák között független hierarchia uralkodik. Mivel a felnővő nőstények gyakrabban hagyják el szülőfalkájukat, hogy újat keressenek, mint a hímek, ez utóbbiak vannak többségben az egyes csapatokban.
Félelmetes és gyors vadász. Nappal aktív faj lévén a zsákmány felkutatásában látására hagyatkozik, majd az alfahím vezette falka halálos üldözésbe kezd. A hiénakutyák kilométereken keresztül képesek tartani az akár 55 km/h-t is elérő sebességet áldozatuk nyomában. Stratégiájuk a kifárasztáson alapszik. Ahogy a menekülő vad egyre lassul, a vadkutyák mind többször tépnek a húsába, gyakran már futtában kizsigerelve azt. A végzetes kitartásra utalva írja Kittenberger Kálmán, hogy „Ha egyszer az elkerülhetetlen végzetet kellene megfestenem, valószínű, hogy a nyomot leszegett fejjel loholva követő vadkutya-falkát ábrázolnék…”
A zsákmányból az otthon maradottak, kölykök, sérült vagy gyenge egyedek is részesülnek, ugyanis a visszatérő vadászok a már félig megemésztett táplálék felöklendezésével ellátják szükségleteiket. A faj elsősorban különféle közepes termetű antilopokat fogyaszt, így például impalát és bóbitásantilopot. Olykor nagyobb termetű, legyengült patásokat is megtámad, például zebrát vagy gnút. Bár neve erre utal, dögöt sosem fogyaszt. A dögevőket megtűri, kivéve a foltos hiénát, amelyet olykor el is pusztít.
A hiénakutyáknak rendkívül nagy vadászterületük van, amely a kölykök ápolásakor lecsökken 50 és 200 km² közöttire. A portyáik során akár 2000 km²-es területeket is bejárhatnak. Különböző falkák területei gyakran átfedik egymást, de azt is megfigyelték, hogy egyes falkák vizeletjelzésekkel jelölték a revírjük határait s megvédték őket a kívülállókkal szemben.
Átlagos élethosszuk a természetben 6 év körül van, de maximális élettartamuk elérheti a 10-12 évet.

## Szaporodása
A falkák békéjét egyedül a szaporodással kapcsolatos konfliktusok szokták felkavarni, de ekkor is kizárólag a nőstények között, az életre szólóan monogám domináns páron kívül ugyanis egy csapattag sem párosodhat. Nagy ritkán egy-egy alárendelt nőstény is fialhat. A párzási időszak területenként változik. A vemhesség kb. 10 hétig tart, a kölykök száma 2 és 20 között változhat (fogságban rendszerint kevesebb születik), de általában 10–11-en vannak egy alomban.
A szuka egy mélyedésben, gyakran földimalac üregében hozza világra kicsinyeit, és kb. három hónapon át itt is marad velük, miközben a falka táplálja őt. Miután a kölykök elhagyták a szülőgödröt, az egész csapat gondoskodik róluk, anyjukon kívül más nőstényektől is szopnak. Elválasztásra rendszerint tízhetes korban kerül sor, ezt követően a kölykök a vadászok által hazahozott, felöklendezett hússal táplálkoznak.
Az afrikai vadkutya 12–18 hónaposan éri el az ivarérettséget, de ritkán kerül sor párzásra kétéves kor előtt. A fiatal nőstények ekkortájt hagyják el falkájukat, hogy egy új csapathoz csatlakozzanak. A kanok mintegy fele a szülőfalkával marad, a többiek rendszerint egyszerre távoznak, hogy új csapatot alapítsanak.
Mivel ellésre 12–14 hónap eltéréssel kerül sor és egy-egy egyed ritkán éri meg tízéves kort, egy nőstény életében legfeljebb 8 almot hoz a világra.

## Természetvédelmi helyzete
Az afrikai vadkutya vadon élő állományát körülbelül 3000-5500 példányra becslik (2004), amely szám folyamatosan csökken. A visszaszorulás oka az emberi tevékenység kiterjesztése, a vadon mezőgazdasági művelés alá vonása, a nyájakat pusztító kutyák vadászata, illetve a különféle behurcolt betegségek (például szopornyica). A helyzetet nehezíti, hogy az egyes populációkat elválasztják az emberi művelés alá vont térségek.
A faj jövőjét elsősorban nagy kiterjedésű, vadon számára fenntartott védett területek kialakítása biztosíthatja, a kisebb területeket benépesítő, csekélyebb létszámú populációk hosszú távon nem életképesek. A visszatelepítést sok esetben nehezíti, hogy a helyi genotípusok nem állnak rendelkezésre. Az afrikai kormányok sokat tehetnek a hiénakutyák megőrzéséért védett területek kialakításával, illetve az okozott károk felmérésével és a lakosság tájékoztatásával.
Állatkertekben világszerte tartják, de nem túl gyakori állatkerti faj. Magyarországon csak a győri Xántus János Állatkertben tartják.